# Cleopatra (Moreau)
Cleopatra es un cuadro del pintor francés Gustave Moreau, realizado en 1887, que se encuentra en el Museo del Louvre.

## Tema
Dentro del imaginario decadentista se encuentra la femme fatale. Este arquetipo se contrapone al ideal de mujer decimonónico, donde la virtud femenina reside en su pasividad y pureza. Se trata de un planteamiento misógino imperante a finales del siglo XIX que tradicionalmente se ha interpretado como una respuesta negativa a la progresiva emancipación de la mujer. El arte y la literatura encuentran la encarnación de este concepto mediante personajes como Salomé, Judith o Dalila, a las que califican de mujeres castradoras.
Por otra parte, el personaje de Cleopatra ha sido ampliamente representado en la historia del arte. Ejerce especial fascinación sobre los artistas del siglo XIX, convirtiéndose en un icono que aúna el Egipto faraónico y el oriente contemporáneo.

## Descripción

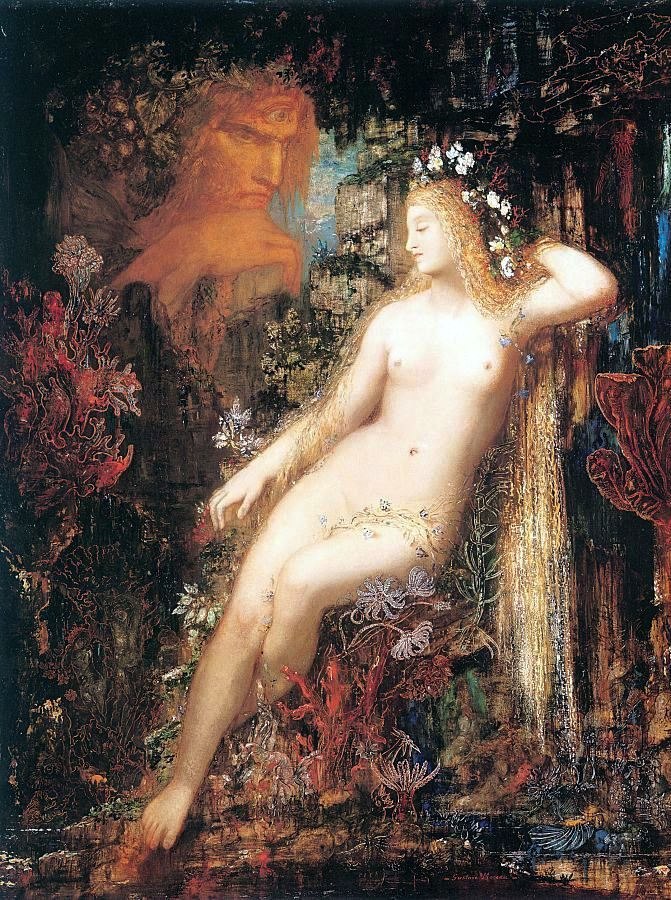
Galatea.

La escena se encuadra en un balcón desde el que se divisan unas ruinas, entre las cuales se aprecia un obelisco y una esfinge. En un plano superior se encuentra Cleopatra sentada en un trono, siendo su pose muy similar a la de la protagonista de una obra anterior de Moreau: Galatea (1880). Es identificada por algunos elementos como el áspid de su tocado y el que se acerca a su mano, la flor de loto que sostiene con la izquierda, o el báculo que se apoya en el trono, haciendo énfasis en su carácter de reina. Tiene una actitud ensimismada, totalmente ajena al espectador. Cierra la escena un cortinaje que hace de marco, como si se tratase de una escena de carácter privado o un momento de contemplación de la propia reina en sus aposentos.

## Rasgos estilísticos
La etapa de madurez de Moreau, dentro de la cual se encuadra esta obra, se caracteriza principalmente por la evocación de ambientes oníricos. En relación con ello, un elemento que emplea en ocasiones es la flora marina, la cual ayuda a construir dichos paisajes irreales. Es por este motivo que no busca una representación rigurosa del espacio; muestra de ello sería la forma inverosímil en que está sentada la figura de Cleopatra o cómo algunos elementos son apenas esbozos.
Otra constante del pintor francés es la búsqueda de temas orientalizantes, siendo en este caso un orientalismo asociado a la sensualidad. La figura femenina aparece prácticamente desnuda, como en sus representaciones de Salomé y demás mujeres orientales, vestida prácticamente con joyas. Asimismo, presenta un modelo de belleza entre oriental y clásico, con un pronunciado perfil, cabello oscuro y ojos almendrados, pero también con la piel pálida, algo que concuerda más con los estándares de belleza europeos.
Se trata de una obra a técnica mixta que combina acuarela y gouache sobre papel velín. Los colores son vivos y el abanico de tonos es bastante amplio. La pincelada es suelta, pero el pintor define posteriormente algunos contornos con gran detallismo, especialmente en los elementos más cercanos al espectador.